# Росчіс Ігор Іванович
Ігор Іванович Росчіс (16 вересня 1973, с. Скородинці, Тернопільська область — 20 вересня 2022, біля с. Яцьківка, Донецька область) — український військовослужбовець, солдат 13 ОДШБ Збройних сил України, учасник російсько-української війни. Кавалер ордена «За мужність» III ступеня (2023, посмертно), почесний громадянин міста Чорткова (2022, посмертно).

## Життєпис
Ігор Росчіс народився 16 вересня 1973 року в селі Скородинцях, нині Чортківської громади Чортківського району Тернопільської области України.
Від 1980 — у Чорткові, де навчався в гімназії імені Маркіяна Шашкевича. Після закінчення Кам'янець-Подільського ПТУ № 6 працював водієм.
Служив навідником десантно-штурмової роти 13-го окремого десантно-штурмового батальйону. Загинув 20 вересня 2022 року біля с. Яцьківка на Донеччині.
Похований на Алеї Героїв Ягільницького цвинтаря м. Чорткова.
Залишилися в мати, дружина, донечка, зять та онук.

## Нагороди
- орден «За мужність» III ступеня (17 січня 2023, посмертно) — за особисту мужність і самовідданість, виявлені у захисті державного суверенітету та територіальної цілісності України, вірність військовій присязі[1];
- почесний громадянин міста Чорткова (2022, посмертно) — за вірність військовій присязі, особисту мужність, самовідданість та героїзм, виявлені під час виконання бойових завдань на сході України, за вагомий внесок у забезпеченні суверенітету і територіальної цілісності України[2].